# 比拉马尼斯克莱
比拉马尼斯克莱，是西班牙加泰罗尼亚赫罗纳省的一个市镇。总面积5平方公里，总人口142人（2001年），人口密度28人/平方公里。